# 67 (numero)
Sessantasette (cf. latino sexaginta septem, greco ἑπτὰ καὶ ἑξήκοντα) è il numero naturale dopo il 66 e prima del 68.

## Proprietà matematiche
- È un numero dispari.
- È un numero difettivo.
- È il 19º numero primo, dopo il 61 e prima del 71.
- È un numero primo troncabile a sinistra.
- È la somma di cinque numeri primi successivi, 67 = 7 + 11 + 13 + 17 + 19.
- È un discriminante per il numero di Heegner -67.
- È parte della terna pitagorica (67, 2244, 2245).
- È un numero palindromo nel sistema di numerazione posizionale a base 5 (232) e in quello a base 6 (151).
- È un numero fortunato.
- È un numero intero privo di quadrati.
- È un numero poligonale centrale.

## Astronomia
- 67P/Churyumov-Gerasimenko è una cometa periodica del sistema solare.
- 67 Asia è un asteroide della fascia principale del sistema solare.
- NGC 67 è una galassia ellittica della costellazione di Andromeda.

## Astronautica
- Cosmos 67 è un satellite artificiale russo.

## Chimica
- È il numero atomico dell'Olmio (Ho), un lantanoide.

## Cabala
- 67 è la somma delle lettere della parola ebraica binah, בינה, l'intelligenza, la terza sephirot.

## Convenzioni

### Informatica
- La IANA raccomanda l'utilizzo di questo numero di porta per il protocollo BOOTP server e, quindi, per il protocollo DHCP.